# Cornelis Vreeswijk

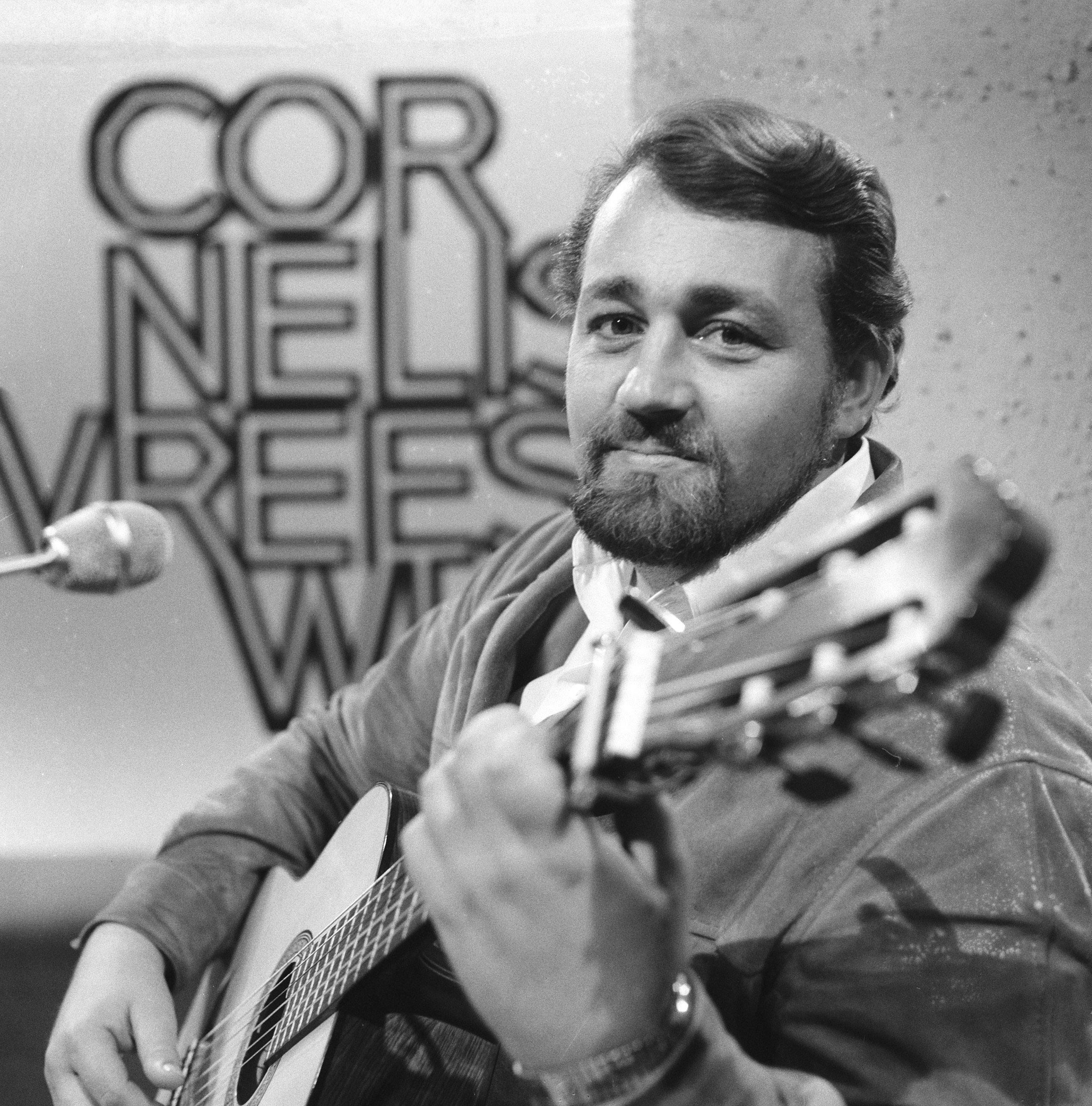
Cornelis Vreeswijk, 1966

Cornelis Vreeswijk (* 8. August 1937 in IJmuiden, Niederlande; † 12. November 1987 in Stockholm) war ein niederländisch-schwedischer Liedermacher, Komponist und Dichter. 

## Leben

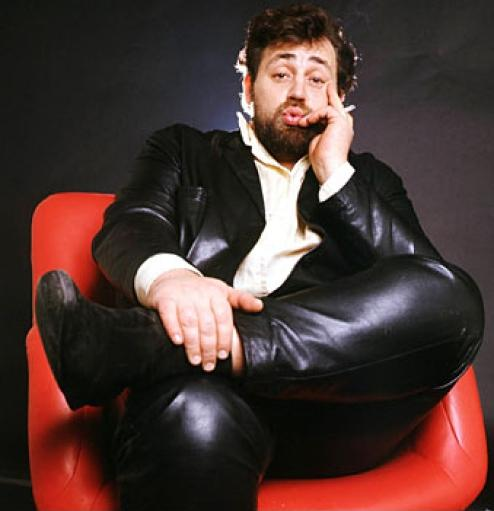
Cornelis Vreeswijk, 1967

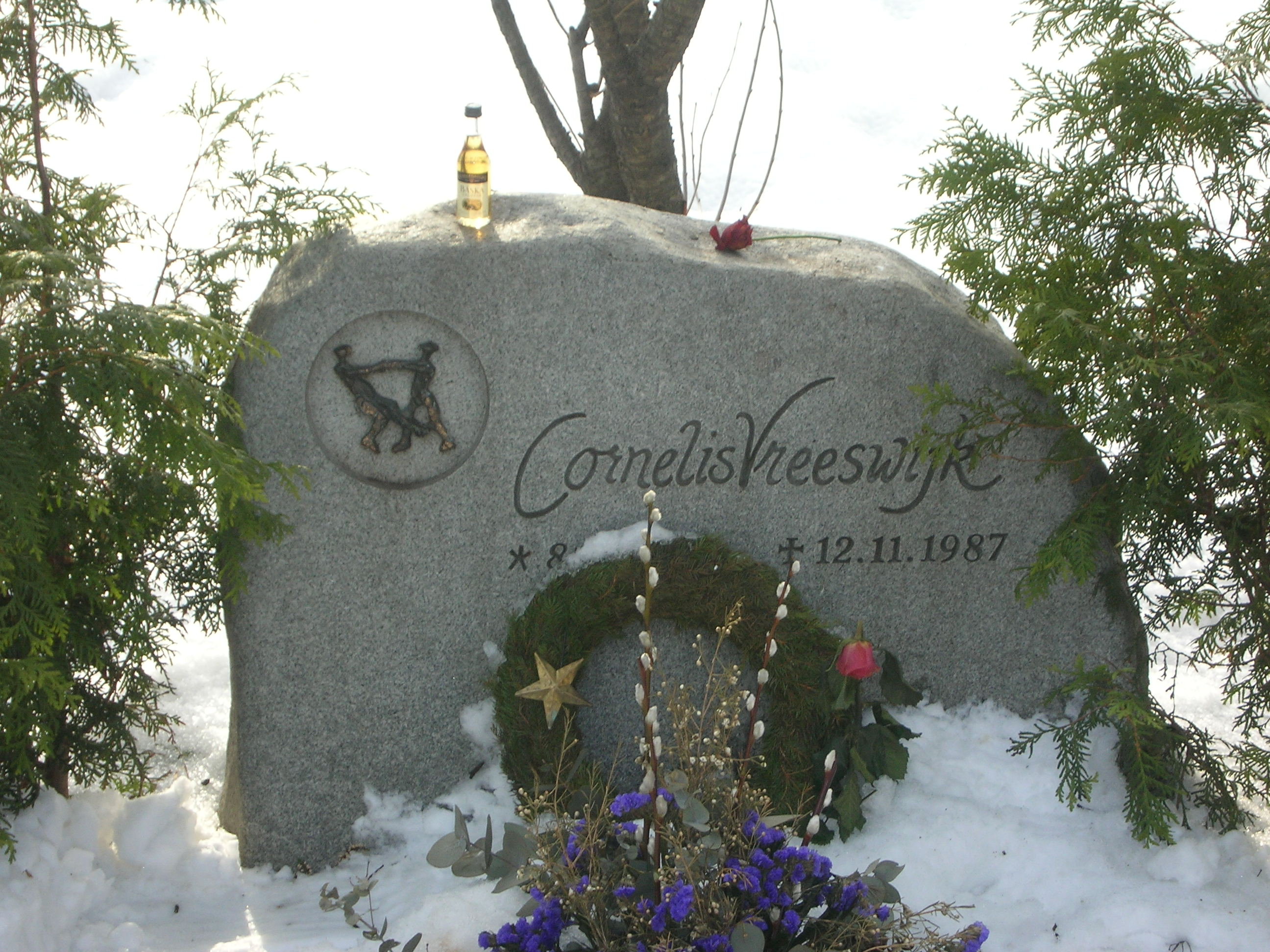
Grab Vreeswijks

Vreeswijks Vater Jacob war Fuhrunternehmer in IJmuiden und besaß mehrere Taxen und LKWs. 1949 zog er mit seiner Frau Jeanne und vier Kindern nach Ekerö bei Stockholm in Schweden. Cornelis war der älteste in der Geschwisterreihe vor Marianne (* 1939), Ida (* 1943) und Tonny (* 1952). Er bekam in der Schule ausgezeichnete Noten im Fach Schwedisch, vor allem dank seiner intensiven Befassung mit schwedischer Poesie und Prosa, aber auch – so er selbst – die Comicserie Phantom gehörte zu seinen hervorragendsten Lernmitteln. Nach dem Realschulabschluss in Stockholm fuhr er zunächst als Maschinistlehrling zur See, musterte aber bereits nach vier Monaten wieder ab und arbeitete anschließend in unterschiedlichen Tätigkeiten, so als Bürolehrling, Fabrikarbeiter und Landmesserassistent („Messdiener“) in Lidingö, wohin die Familie umgezogen war. In dieser Zeit lernte er, Gitarre zu spielen, und begann erste eigene Stücke zu schreiben.
Er entschied sich, Journalist zu werden, aber sein Abschlusszeugnis reichte nicht für das schwedische Journalistinstitut, weshalb er begann, am Socialinstitut (ältere Bezeichnung: Hochschule für Soziales) in Stockholm Soziologie zu studieren. Während des Studiums fing er an, als Liedermacher aufzutreten, und wurde schnell populär. Seine erste Schallplattenaufnahme machte er beim Label Metronome und tourte mit Fred Åkerström und Ann-Louise Hanson durch Schweden.
Kritiker bescheinigen ihm, dass es ihm gelungen sei, seine Eindrücke von französischen Chansons und amerikanischem Blues mit schwedischer Liedtradition und literarischen Impulsen von Autoren wie Gunnar Ekelöf und Aksel Sandemose zu einem großen Œuvre aus Liedern und Weisen zu verschmelzen. Später nahm er auch Eindrücke aus der Samba-Musik auf. Typisch für Vreeswijks Lieder sind wie bei Carl Michael Bellman und Evert Taube, auf die er sich als Liedermacher mitunter bezieht (Fredmans Epistel) wiederkehrende Figuren wie „Ann-Katrin“, „Fredrik Åkare“, „Polaren Pär“ etc., ein Mitgefühl mit den sozial Schwachen, Pazifismus, Gesellschaftsveränderung und in der Form eine Mischung aus Umgangssprache und Hochsprache.
Dem breiten Publikum war er vor allem durch seine Übersetzungen einiger amerikanischer Lieder bekannt. Diese Arbeit soll er mit der Zeit als lästig empfunden haben. Er hat auch Gedichtbände herausgegeben und in einigen Filmen mitgespielt.
Vreeswijk bekam 1987 den Troubadour-Preis der „Nils-Ferlin-Gesellschaft“.
Vreeswijk wird heute zu den großen schwedischen Liedermachern gezählt. Die schwedische Staatsbürgerschaft hat er nie angenommen. Der Journalist Oscar Hedlund hat eine Biografie geschrieben, in der unter anderem die Figur der Ann-Katrin, die als Drogenopfer endete, auftritt.
Vreeswijk starb im November 1987 im Alter von 50 Jahren an Leberkrebs. Sein Grab liegt auf dem Katarina-Friedhof in Stockholm neben dem des Barockdichters Lars Wivallius (1605–1669). Die Einnahmen aus der Verwertung seiner Rechte werden in einem Fonds gesammelt und von der „Cornelisgesellschaft“ verwaltet, die seit 1988 jährlich ein „Cornelis-Vreeswijk-Stipendium“ an Künstler vergibt, die in schwedischer Sprache singen oder schreiben.
Nach seinem Tod ist Vreeswijks Beliebtheit weiter gestiegen, und seine Lieder sind in Schweden weit verbreitet. 2010 erschien der Film „Cornelis“ über sein Leben; die Hauptrolle spielte der norwegische Sänger Hank von Helvete.

## Diskografie

### Alben
| Jahr | Titel              | Höchstplatzierung, Gesamtwochen, AuszeichnungChartsChartplatzierungen (Jahr, Titel, Platzierungen, Wochen, Auszeichnungen, Anmerkungen) | Anmerkungen |
| Jahr | Titel              | NL | Anmerkungen |
| ---- | ------------------ | --- | ----------- |
| 1970 | Cornelis Vreeswijk | NL1 (11 Wo.)NL |             |
| 2002 | Een Hommage        | NL44 (8 Wo.)NL |             |

### EPs
| Jahr | Titel              | Höchstplatzierung, Gesamtwochen, AuszeichnungChartsChartplatzierungen (Jahr, Titel, Platzierungen, Wochen, Auszeichnungen, Anmerkungen) | Anmerkungen |
| Jahr | Titel              | NL | Anmerkungen |
| ---- | ------------------ | --- | ----------- |
| 1972 | De Nozem En De Non | NL21 (5 Wo.)NL |             |

### Singles
| Jahr | Titel Album | Höchstplatzierung, Gesamtwochen, AuszeichnungChartsChartplatzierungen (Jahr, Titel, Album, Platzierungen, Wochen, Auszeichnungen, Anmerkungen) | Anmerkungen |
| Jahr | Titel Album | NL | Anmerkungen |
| ---- | ----------- | --- | ----------- |
| 1972 | Veronica –  | NL12 (9 Wo.)NL |             |